# Осипов, Иван Павлович (химик)
Иван Павлович Осипов (30 июля (11 августа) 1855 — 4 ноября 1918) — российский химик, заслуженный профессор, научный писатель.
По окончании 2-й Харьковской гимназии он поступил на физико-химическое отделение физико-математического факультета в Харьковском университете. Был учеником Бекетова, университет окончил в 1876 году. В бытность студентом напечатал две работы: «О действии серной кислоты на амилен» и «Определение длины секундного маятника для г. Харькова». По окончании университета оставался в нём в течение года лаборантом и три года стипендиатом на кафедре химии. К этому времени, кроме мелких заметок, относится его крупная работа «Об эфирных производных кислот фумаровой и малеиновой». Некоторое время он преподавал в харьковских средних учебных заведениях. В 1885 году выдержал магистерский экзамен и в 1886 году начал читать в университете лекции в звании приват-доцента, в 1887—1888 годах был в научной командировке за границей (в Бонне и Париже).
Его магистерская диссертация «Материалы по вопросу об изомерии фумаровой и малеиновой кислот» защищена в Харькове в 1889 году, докторская «Теплота горения органических соединений в её отношениях к явлениям гомологии, изомерии и конституции» — в Москве в 1893 году. Кроме этих трудов был напечатан ряд его статей в русских и заграничных изданиях. Получив степень доктора химии, в качестве профессора он читал курсы лекций по различным разделам химии.
В 1906 году перешёл в Харьковский технологический институт на должность профессора органической химии; с 1915 по 1918 год был его директором (с 1917 года — ректором.
С 1891 по 1918 год он был председателем Харьковского физико-химического общества. Ежегодно читал публичные лекции по химии и принимал участие в деятельности харьковского общества грамотности как председатель комитета 1-й и 3-й городских читален. Принимал участие в организации Харьковских высших женских курсов общества трудящихся женщин и Харьковского женского медицинского института, преподавая там химию. В 1911—1912 годах был редактором первого тома «Народной Энциклопедии научных и прикладных знаний» Харьковского общества грамотности, курировал отдел химии. 
Как учёный-химик занимался преимущественно изучением изомерии органических соединений, а также исследованиями влияния, которое оказывает строение молекул веществ на термохимические константы. 27 лет возглавлял Общество физико-химических наук Харьковского университета.